# Femmes en prison
Pour plus de détails, voir Fiche technique et Distribution.
Femmes en prison (Women's Prison) est un film américain réalisé par Lewis Seiler, sorti en 1955.

## Fiche technique
- Titre original : Women's Prison
- Titre français : Femmes en prison
- Réalisation : Lewis Seiler
- Scénario : Jack DeWitt et Crane Wilbur
- Photographie : Lester White
- Montage : Henry Batista (en)
- Pays d'origine : États-Unis
- Format : Noir et blanc - 1,85:1
- Genre : Film noir
- Durée : 80 minutes
- Date de sortie : 1955

## Distribution
- Ida Lupino : Amelia van Zandt
- Jan Sterling : Brenda Martin
- Cleo Moore : Mae
- Audrey Totter : Joan Burton
- Phyllis Thaxter : Helene Jensen
- Howard Duff : Dr Crane
- Warren Stevens : Glen Burton
- Barry Kelley : Warden Brock
- Gertrude Michael : Chef Matron Sturgess
- Vivian Marshall : Dottie LaRose
- Mae Clarke : Matron Saunders
- Ross Elliott : Don Jensen
- Adelle August (en) : Grace
- Don C. Harvey (en) : Chef Guard Tierney
- Juanita Moore : Polly Jones